# Julio García Fernández de los Ríos
Julio García Fernández de los Ríos (Reinosa, 31 de desembre de 1894 - Madrid, 29 de juliol de 1969) fou un genet espanyol, guanyador d'una medalla olímpica d'or.
Va participar, als 33 anys, en els Jocs Olímpics d'Estiu de 1928 realitzats a Amsterdam (Països Baixos), on aconseguí guanyar la medalla d'or en la prova per equips al costat de José Álvarez i José Navarro, així com dotzè en la prova individual amb el cavall Revistade.
Va ser president i president d'honor de la Federació Hípica Espanyola.